# Tsagveri
Tsagveri (Georgisch: წაღვერი) is een 'nederzetting met stedelijk karakter' (daba) in centraal-Georgië met 642 inwoners (2024), gelegen in de gemeente Bordzjomi (regio Samtsche-Dzjavacheti). Het is gesitueerd op 1030 meter boven zeeniveau in het Trialetigebergte aan de rivier Goedzjaretistskali. Tsagveri ligt hemelsbreed 110 km ten westen van hoofdstad Tbilisi en negen kilometer ten zuidoosten van het gemeentelijk centrum Bordzjomi.

## Geschiedenis

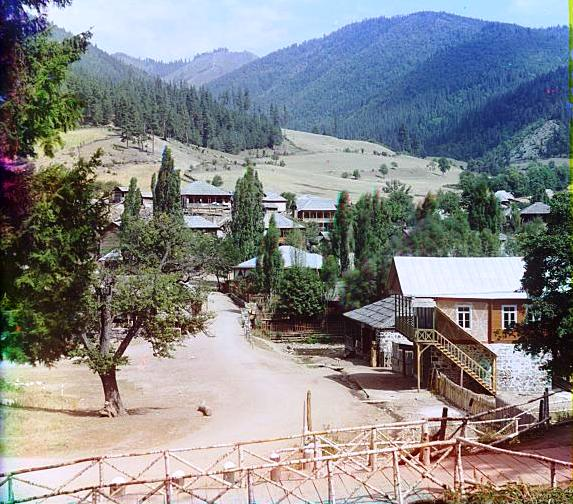
Tsagveri (1905-1915)

De locatie van Tsagveri was al lange tijd bewoond, getuige de 14e-eeuwse Sint-Joriskerk in Tsagveri en het 10e-eeuwse fort Oeznariani net erbuiten. Door de ontwikkeling in de tweede helft van de 19e eeuw van de stad Bordzjomi en omgeving als zomer- en kuuroord voor de Russische aristocratie en Georgische culturele elite, kwam ook het gebied bij Tsagveri onder de aandacht van het Russische bestuur om te ontwikkelen.
De mineraalwaterbronnen van Tsagveri werden in de 19e eeuw ontdekt door Adolph Alexander Remmert, de beheerder van het Bordzjomi-landgoed en hoofd van de administratie voor mineraalwater in het Gouvernement Tiflis. Hij stelde een rapport op over het klimaat en het mineraalwater, waarna in Tsagveri een klimatologisch en balneologisch kuuroord kwam, gespecialiseerd in de behandeling van aandoeningen van de luchtwegen (geen tuberculose). 
In 1902 opende de smalspoorlijn Bordzjomi - Bakoeriani, die een halte had in Tsagveri. Net buiten de nederzetting ontwierp Gustave Eiffel een kenmerkende brug voor de spoorlijn over de rivier Tsemistskali, die er nog steeds ligt. De spoorlijn stimuleerde de groei van het dorp. In 1926 werd Tsagveri gepromoveerd naar een 'nederzetting met stedelijk karakter' (დაბა, daba), en eind jaren 1920 werden woningen gebouwd volgens een plan van de architect Georgi Lezjava.

### Mineraalwater
Het lokale mineraalwater wordt gevonden in natuurlijke bronnen en een paar putten en bevat ijzer, magnesium, calcium en natrium. Het water wordt gebruikt bij de behandeling van spijsverterings- en cardiovasculaire systemen, maag- en darmslijmvliesontsteking, diabetes en chronische ziekten van de lever en de galwegen. Het wordt ook aanbevolen na een chirurgische ingreep.

## Demografie

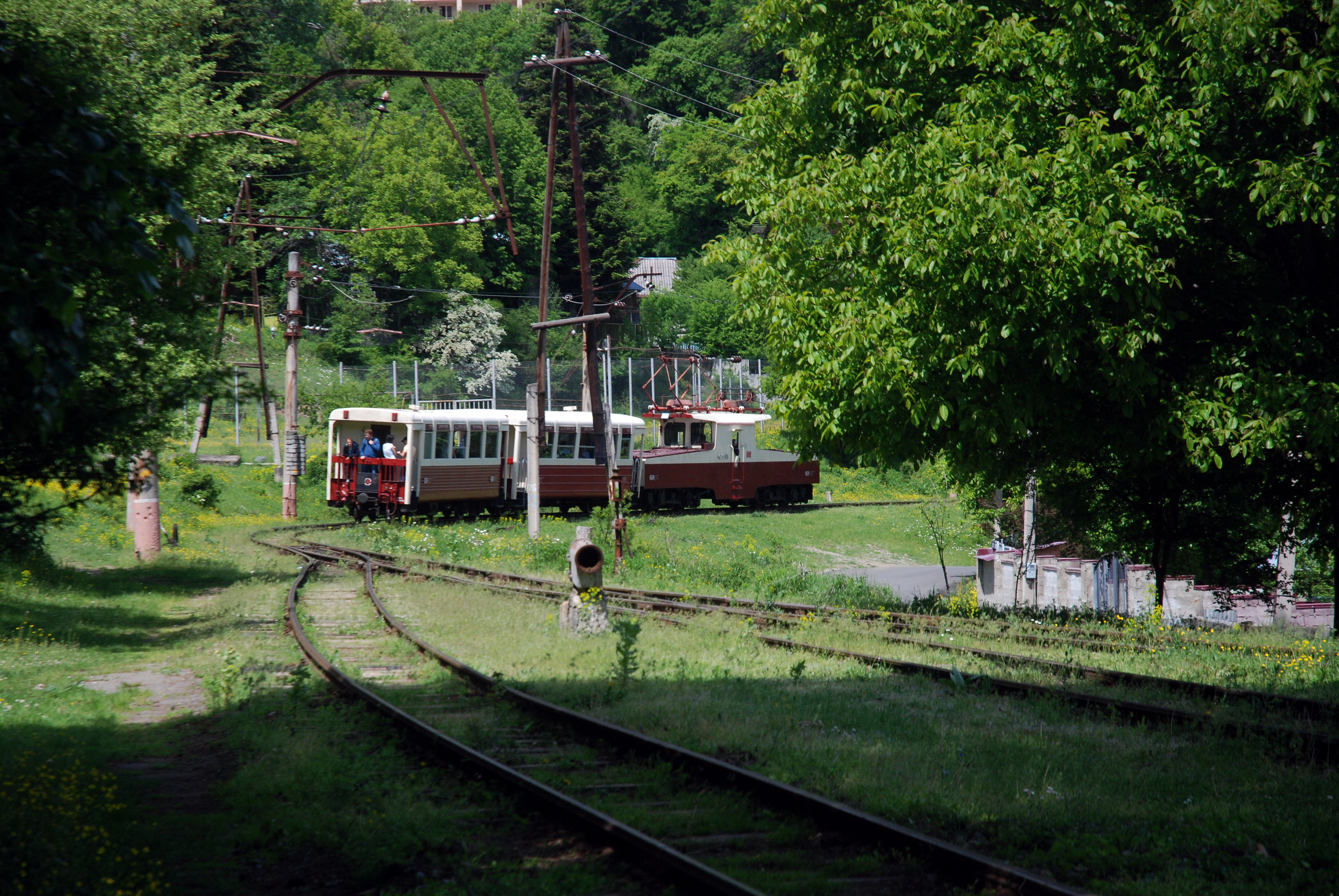
Smalspoor door Tsagveri

Per 1 januari 2024 had Tsagveri 642 inwoners, een daling van bijna 20% sinds de volkstelling van 2014.
| Aantal                                                           | 596 | 1.225 | 3.187 | 1.275 | 1.192 | 1.144 | 1.051 | 799 | 716 | 642 |
| Verantwoording data: Bevolkingsstatistiek Georgië 1897 tot heden |     |       |       |       |       |       |       |     |     |     |

### Etniciteit en religie
De bevolking van Tsagveri bestond in 2014 in grote meerderheid uit Georgiërs (89,7%), gevolgd door Armeniërs (8,0%). Verder woonden er kleine aantallen Osseten en Russen.

## Bezienswaardigheden
Aan de oostkant van Tsagveri zijn nog enkele overblijfselen te vinden van het 10e-eeuwse fort Oeznariani, op een prachtige locatie op de rand van de kloof van de rivier Goedzjaretistskali (Goedzjaroela). Van het fort is behoudens wat fundamenten en muren niet veel over.

## Vervoer
De belangrijkste weg naar en van Tsagveri is de nationale route Sh20 vanaf Bordzjomi. Deze weg gaat door het Trialetigebergte verder naar Achalkalaki via de 2.417 meter hoge Tschratskaro-pas.
Tsagveri heeft een station in de Bordzjomi - Bakoeriani smalspoorlijn. Voor meer (historische) achtergrond over deze lijn, zie Bordzjomi.